# Albánia az őskorban
Albánia az őskorban más európai területek, és különösen a közeli égei-tengeri partvidék őstörténetének tükrében viszonylag későn települt be, amennyire az a régészeti eredmények alapján megítélhető. Az ember legkorábbi ismert hódítása a Kryegjata-völgy, ahonnan az őskőkor felső szakaszában, mintegy 40 000 évvel ezelőtt élt vadászó-gyűjtögető közösség tárgyi emlékei ismertek. Az i. e. 6000-ig ívelő ős- és középső kőkori évezredekből csupán tucatnyi régészeti lelőhelyről tudunk. Közülük a legjelentősebbek Konispol őskori barlangja (i. e. 24 700), az i. e. 10 000-et megelőző időkből a xarrai pattintott kőeszköz-leletek, és a Dajti-hegy emberi hajlékai, majd a mezolitikumból Kryegjata, Konispol, Gajtan stb. egyre differenciáltabb tevékenységről tanúskodó kő-, kova- és csonteszközei. A neolitikumot megelőző őstörténeti emlékek sorában kiemelkedő jelentőségű az i. e. 7000 körüli goranxiai kovakőbánya és kőszerszám-készítő telep.
2013-ban lezárult ásatások eredményeként lett ismert a mezolitikum utolsó szakaszában, i. e. 6600 körül a Maliqi-tó vidékén létrejött Vashtëmia települése, amely Európa-szerte az egyik legkorábbi mezőgazdasági tevékenységgel is foglalkozó közösségként ismert. Az égei–anatóliai régióból érkező bevándorlók magukkal hozták termelőgazdálkodási módszereiket. A hagyományos zsákmányoló életmód mellett, a neolitikus forradalmat megelőzve főként juh- és kecsketartással, de növénytermesztéssel is foglalkoztak. Az újkőkorban megsokasodtak az emberi letelepedés nyomai a mai Albánia területén, s éppen a maliqi síkvidéknek a korai neolitikumtól a bronzkorig lakott települései (Vashtëmia, Dunavec–Maliq, Podgorie stb.) lettek a neolitikum emberének műveltségi központjai (Maliq-kultúra). Munkaeszközeik differenciálódása, agyagművességük technológiai és tipológiai fejlődése, temetkezési szokásaik és ősanyatiszteletük az egyre intenzívebb regionális kapcsolatok révén más folyóvölgyi települések kultúrájára is hatott. Ugyanakkor a Magas-Albániában vagy attól nyugatra élt népesség műveltségében kimutatható az Adria- és a Duna-medence kultúráinak számottevő befolyása is. A középső újkőkorban, az i. e. 5–4. millenniumban megindult egy etnokulturális szempontból egységes népesség kialakulása, amelyet a maliq–dunaveci, cakrani, kolshi, xarrai stb. lelőhelyek kerámiatöredékeinek formai és díszítésbeli hasonlósága (simított felületű fekete és szürke edények, szürke vonalfestés stb.), a négylábú rituális agyagtárgyak és az ősanyatiszteletről valló agyagszobrocskák elterjedtsége, valamint a halottak magzati pózban való eltemetése jellemez. Ezek az egységesülés irányába ható társadalmi, gazdasági és kulturális folyamatok – továbbra is a Maliq-kultúra kisugárzó hatásával – a késő neolitikum évszázadaiban megerősödtek. A jelentős fejlődésen átment mezőgazdaság és a nyomában járó népességgyarapodás maga után vonta az állandó települések és lakóházak általánossá válását (verem- és cölöpházak), új szerszámtípusok megjelenését (kapa, őrlőkő, fonókerék stb.). A korábbi monokróm, vonalfestéses edényekkel szemben teret hódítottak a vörös-fekete kerámiák, tovább fejlődött az ornamentika.
Az őskor és az ókor közötti kőrézkorban, az i. e. 3. évezred második felében egyfelől egyre intenzívebbé vált a növénytermesztés, az első rézeszközök megjelenése pedig további technológiai és gazdasági fejlődést eredményezett. Az agyagművesség területén megőrizték az újkőkori technikákat, de a tágabb balkáni térség régészeti műveltségeinek hatására új formákkal is gazdagodott fazekasságuk. Másfelől mindezek a folyamatok nem függetleníthetőek a kelet-európai sztyeppék nomád pásztornépeinek az i. e. 3. évezredben lezajló bevándorlásától. Ezek a paleo-indoeurópai népelemek a régészeti adatok tükrében a kőrézkor végére számottevően hatottak a mai Albánia területén lakó mediterrán népek műveltségére, de a vidék neolitikus-eneolitikus népessége végül asszimilálta a bevándorlókat. Az albán régészettudomány szerint ezen folyamatok eredményeképpen alakult ki az ókorban illírként ismert ethnosz magja, a protoillír vagy preillír népesség.

## Kutatástörténet
Albánia területén az első rendszeres régészeti vizsgálatok a 20. század elején indultak meg. 1904-ben az osztrák Carl Patsch végzett az ismert ókori helyszíneket számba vevő topográfiai felmérést. A magyar Nopcsa Ferenc 1907 utáni észak-albániai kutatóútjai során földtani és néprajzi vizsgálatai mellett a vidék őstörténeti emlékeit is kutatta. Az első világháborúban, 1916-ban az Észak-Albániát megszálló Osztrák–Magyar Monarchia megbízásából Camillo Praschniker és Arnold Schober végeztek ókorrégészeti kutatómunkát a Shkodra és Fier közötti területen, majd 1918-ban Apollónia és Mallakastra vidékén. Az őskorra vonatkozó első jelentős eredményt Pirro Marconi olasz régész érte el, aki 1936-ban megkezdte a Vlorához közeli Velça késő újkőkori barlangjának feltárását. 1937-es tanulmányában elsőként foglalta össze az albániai neolitikum társadalmi-műveltségi folyamatait. Megállapította, hogy Albánia területe az újkőkorban ha szórványosan is, de lakott volt. A népesség barlangokban vagy magasabban fekvő kezdetleges településeken élt. Leletanyagaik csont-, szaru- és kőeszközökben bővelkednek, kerámiáikat geometrikusan díszítették. A népesség műveltségét kapcsolatba hozta a Duna-völgy és a Balkán más korabeli régészeti kultúráival, de Dél-Itália, nevezetesen a modern Puglia neolitikus tárgyi anyagával is.
A második világháborút követően indultak meg az országban az állami tudományos intézetek égisze alatt és albán régészek vezetésével zajló első ásatások. Bár elsősorban a már ismert ókori romvárosok (pl. Apollónia) feltárása adta a kutatómunka fő irányvonalát, az állampárti tudományszervezés a hazai régészet egyik fő feladatául az ókori illír népesség és a modern albán etnikum közötti etnokulturális kapcsolatok feltérképezését tűzte ki. Ez az iránymutatás elsősorban az ókori illír települések ásatását lendítette fel, de megindultak az ősrégészeti kutatások is. A délkelet-albániai Maliqi-tó lecsapolási munkálatai során, 1948-ban földmunkások kovakésekre, szarueszközökre és cserépedény-töredékekre bukkantak, majd felszínre kerültek azoknak az újkőkorszaki cölöpházaknak a maradványai is, amelyeket Maliq gyűjtőnéven a mai Albánia legjelentősebb neolitikus régészeti lelőhelyeként ismerünk. A rendszeres maliqi ásatások azonban nem indultak meg rögtön, az albán ősrégészet fénykora csupán az 1957 és 1975 közötti években érkezett el, elsősorban Muzafer Korkuti irányításával. Az 1961 és 1966 között, majd 1973–1974-ben és 1988–1989-ben végzett dunaveci és maliqi ásatások vezető régészeinek egyike, Frano Prendi máig érvényesen a legjelentősebb neolitikus településként aposztrofálta Maliqot, amely a kora neolitikumtól a bronzkor végéig, több ezer éven át kontinuus lakossága révén relatív kronológiai sorként, „őskori kalendáriumként” a régióban lezajlott műveltségi-etnikai folyamatok pontos lenyomatát szolgáltatja a kutatóknak. 1965–1966-ban Muzafer Korkuti és Zhaneta Andrea feltárták Tren újkőkortól lakott barlangját. 1966–1967-ben végzett ásatások eredményeként lettek ismertek a szintén újkőkori kamniki és barçi, valamint a kőrézkori treni lelőhelyek. A párt iránymutatásának megfelelően az albán őstörténeti kutatások elsősorban az albán nép etnogenezisét tartották szem előtt, és azt vizsgálták, az i. e. 2. évezredig miféle műveltségi és társadalmi folyamatok vezettek az illír, és ezen keresztül az albán ethnosz kialakulásához. Jól jelzi ezt a törekvést, hogy egy 1971-ben megjelent régészeti album ezzel a mondattal kezdődhetett: „Az albánok ősei már az őskor óta ezt a földet lakják.” Az 1980-as évek újabb eredményeket hoztak az ősrégészet területén, amelyek segítettek a vaskor előtti idővonal teljesebbé tételében, főként az illír etnogenezis kontextusában. Emellett a figyelem az addig e szempontból kevéssé vagy egyáltalán nem kutatott területek felé fordult. Megindultak az ásatások a kora újkőkori Vlushában, a Mat völgyében, ahol feltárták az újkőkortól lakott Blazi- és Neziri-barlangokat, feltáró ásatások folytak Kolsh neolitikus településén, valamint a korai újkőkortól lakott Katundasi-barlangban. A régészeti munkálatok során megismert eredmények az 1980-as évek végére árnyaltabbá tették Albánia őskori műveltségének területi tagoltságát és kapcsolatait a Balkán-félsziget más régészeti kultúráival.
Az 1991-es albániai rendszerváltást követően az ország tudományos életének szervezeti kereteit új alapokra helyezték, a tudományos kapcsolatok újjászerveződtek. Sok évtizedes elzárkózás után kiépült a szakmai együttműködés a nemzetközi tudóstársadalommal, az albán régészek más nemzetek szakembereivel összefogva végeztek ásatásokat az ország területén. 1992 és 1994 között Muzafer Korkuti és Karl M. Petruso vezetésével albán–amerikai vegyes kutatócsoport folytatott ásatásokat a dél-albániai Konispol térségében, a Saraqin-hegy 1989-ben felfedezett barlangjában, ahol az őskőkori ember megtelepedésének 27 000 évvel ezelőtti nyomait tárták fel. 1998-ban indult meg a Muzafer Korkuti és Jack L. Davis vezette albán–amerikai régészcsoport feltárómunkája az Apollóniához közeli Kryegjata-völgyben, amelynek eredményeként napvilágra került az Albánia területéről ismert legkorábbi, mintegy 40 ezer évvel ezelőtti emberi hajlék. Az ezt követő évtizedek egyik legnagyobb régészeti szenzációja az albán Ilir Gjipali és az amerikai Susan E. Allen vezetésével 2010 és 2013 között feltárt Vashtëmia őskőkori települése volt, amelyet i. e. 6600-tól Európa egyik legkorábbi, állattartással és növénytermesztéssel is foglalkozó társadalma lakott.
Az ezredfordulót, és különösen Koszovó 2008-as függetlenné válását követően az új állam területén is megindultak az albán tudományos intézetek finanszírozta régészeti kutatások. Az őskor szempontjából kiemelkedő jelentőségű ásatások folytak Adem Bonguri és Shafi Gashi vezetésével 2002 és 2010 között a Prizren melletti Vlashnja határában, amelynek során egy a korai újkőkortól a késő bronzkorig kontinuus települést tártak fel.

## Őskőkor (i. e. 10 000 előtt)
Az ember letelepedésének legkorábbi nyomait a mai Albánia területén, az Apollóniához közeli Kryegjata-völgy európai viszonylatban kései, 40 ezer éves késő őskőkori települését 1998 és 2003 között tárták fel. Az ásatások során az ott élt vadászó és gyűjtögető közösség mintegy 3300 kőeszközét vették leltárba (bőrvakarók, lyukasztók, marokvésők stb.), amelyek anyagvizsgálata fényt derített arra, hogy a terület a középső kőkorszak végéig lakott volt. Jelentőségében az őskőkor másik kiemelt régészeti leletegyüttese a Dél-Albániában, Konispol vidékén 1992 és 1994 között a Saraqin-hegy Kerçmói-barlangjában (Shpella e Kerçmoit) és környékén feltárt, egyszerűen megmunkált kova- és kőeszközök (kaparó-, vágó-, faragó- és lyukasztószerszámok). A legkorábbi eszközanyagot a barlang járószintje alatti 4,2 méteres mélységből előkerült, a szervesanyag-részeken elvégzett szénizotópos kormeghatározás alapján 26 700 éves, helyi kvarcból kidolgozott leletek képviselik. A régészeti irodalom a neandervölgyi típusú, zsákmányoló népességhez kötődő leletet a mai Epirusz, Thesszália és Montenegró területén élt korabeli népesség műveltségével rokonítja. Ugyanitt feltárták 12 ezer évvel ezelőtti megtelepedés nyomait is. A leletanyagban nagy számban képviselt csiszolt vöröskova-eszközök már az elejtett állatok sokrétű feldolgozásáról tanúskodnak. További jelentős, az i. e. 10 000 előtti időszakra keltezhető, őskőkori albániai régészeti helyszínek közé tartozik a Xarra közelében feltárt felszíni depozit és annak kőeszköz-leletegyüttese, a Mat-vidéki Blazi-barlang (Shpella e Blazit), ahol a kovaszerszámok mellett kezdetleges csonteszközöket és impressodíszítéses agyagedényeket is találtak, továbbá a Tirana melletti Dajti-hegy oldalában feltárt emberi hajlékok.

## Középső kőkor (i. e. 10 000–6000)

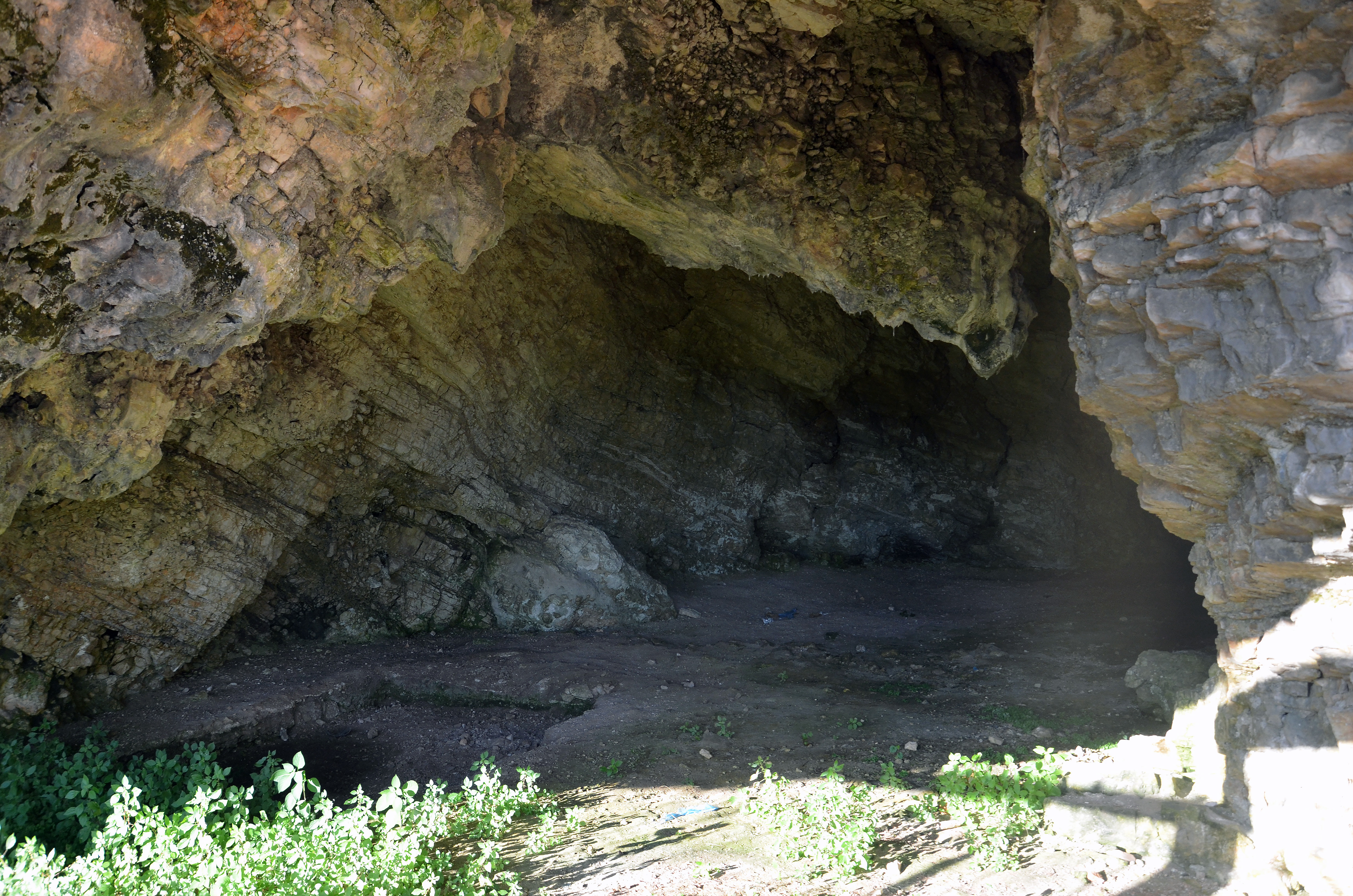
A mezolitikumban lakott himarai Spilei-barlang

A mezolitikum vagy középső kőkorszak időszakából a 2000-es évekig meglepően kevés régészeti lelet volt ismert Albánia területéről. Az egyetlen jelentősebb emlékanyagot az észak-albániai Gajtan melletti barlangból előkerült csont- és kovaeszközök, valamint a konispoli lelőhely mezolitikus rétegeiben talált mikropengék, vakarók, fogazott retusú eszközök képviselték.
A 2003-ban lezárult kryegjatai ásatások a paleolitikumtól lakott terület középső kőkori, i. e. 8000–6000 közötti rétegeit is feltárták. Az innen előkerült, mintegy nyolcszáz mikrolit és kőeszköz azt valószínűsíti, hogy időszakos településként használták. 2004-ben Orikum közelében folytatott ásatások során a középső kőkortól a neolitikumig keltezhető pattintott köveket találtak. 2006-ban tárták fel az i. e. 7000 körüli goranxiai kovakőbányát és kőszerszám-készítő telepet, amely háromezres leletanyagával az őskori bányászat és eszközgyártás egyik kiemelkedő jelentőségű régészeti helyszíne. Hasonló korú, de kisebb jelentőségű kovakőbányák ismertek a közeli Derviçan és Lazarat települések határából. Az emberi megtelepedés mezolitikumi nyomai ismertek a Butrinti-tó melletti Diaporiból, kőeszközeik háromszög alakú hegyei a moustérien kultúrához sorolják műveltségüket. További jelentős középső kőkori lelőhelyek Albánia területéről: Bisht-Palla, Rrëza e Kanalit, a himarai Spilei-barlang (Shpella e Spilesë) és a bogazi Szűz Mária-barlang (Shpella e Shën Marisë).
A mezolitikumot lezáró korszak legnevezetesebb helyszíne az 1973-ban már felfedezett, de csak 2010–2013 között feltárt Vashtëmia települése. Legkorábbi rétegei a szénizotópos korvizsgálat alapján az i. e. 9200-as évekre keltezhetőek, i. e. 6600–6200 közötti rétegének archeobotanikai és -zoológiai leletei pedig már egy állattartással és növénytermesztéssel is foglalkozó közösségről tanúskodnak. Ezzel Vashtëmia a neolitikus forradalmat megelőzve Európa-szerte az egyik legkorábbi település, amelynek letelepedett lakói mezőgazdasági tevékenységet is űztek. Termesztett növényeik közé tartozott a tönkebúza, az alakor, az árpa és a lencse, a fellelt csontmaradványok pedig a juh, a kecske, a sertés és a szarvasmarha háziasítását igazolják. A gyűjtögetés, vadászat (gímszarvas, európai őz, vaddisznó, mezei nyúl és teknős) és halászat (ponty- és angolnafélék) továbbra is kiegészítették gazdasági tevékenységüket, amelynek fő gerincét a régészeti vizsgálatok alapján a juh- és kecsketartás adta.

## Újkőkor (i. e. 6000–2600)
Az emberi megtelepedés nyomai Albánia területén az újkőkorszak i. e. 6000 és 2600 közötti szakaszával sokasodnak meg, elsősorban a délkelet felől, az anatóliai és égei-tengeri partvidék irányából i. e. 6500–6400 körül meginduló vándorlás következtében. A neolitikus műveltségjavak terjedési irányaiban fontos szerepet játszottak Magas-Albánia jobbára északnyugat–délkeleti irányú vonulatai. Az égei–anatóliai civilizációk elsősorban az ettől keletre elterülő vidékek, például Maliq kultúrájára hatottak a neolitikum korai szakaszában (pl. vonaldíszes és festett kerámiák), míg az Adriai- és Jón-tenger partvidékén terjedő impressokultúra elsősorban az adriai és epiruszi műveltségi területekhez kapcsolta a mai Magas-Albánia nyugati előterének korabeli népességét. A délkelet-albániai maliqi síkvidék lett a neolitikum emberének műveltségi központja, de emellett további jelentős települések ismertek a Drin, a Mat, a Shkumbin és a Vjosa folyók völgyeiből. Ugyanezeken a völgyeken keresztül fokozatosan megindult az árucsere a környező, virágzó műveltségi központok, a Duna-medence, majd a későbbi Makedónia és Thesszália korabeli népességével. Ugyanakkor az elzártabb hegyvidékek, és különösen a partvidéki, jobbára mocsaras sík területek lakatlanok maradtak. A korábbi zsákmányoló életmódot Vashtëmia példáján ekkor kezdték el fokozatosan felváltani a neolitikus forradalom vívmányai, a letelepedett életforma, az állattartás és a növénytermesztés, elsősorban a termékeny folyóvölgyekben. Bár a korabeli népesség továbbra is lakta a barlangokat, egyre általánosabbak lettek a jellemzően veremházakból álló nyílt települések.

### Korai újkőkor (i. e. 6000–4500)
A korai újkőkorból, különösen annak alsó szakaszából ismertek olyan ember lakta helyek, ahol a korábbi mezolitikus anyagi kultúra továbbélése – egyszerű kovaeszközök és a vadászó életmódról valló mikrolitok – mellett hangsúlyos szerepet kapott a mégoly kezdetleges fazekasság is. A középső kőkor és az újkőkor közötti műveltségi átmenetként felfogható közösségek fazekasságát még gyengén égetett, durva felületű szürke agyagedények, egyszerű formák (egyenes peremek és edénytalpak, kezdetleges fogantyúk) és a díszítés feltűnő hiánya jellemzi. Legjelentősebb példái a vlushai lelőhelyről ismertek, amely egyúttal a mai Albánia egyik legkorábbi neolitikus települése is. Hasonló átmeneti műveltségi viszonyokról tanúskodnak Burim és Konispol korai újkőkori rétegeinek legkorábbi szakaszai is. Ugyanakkor a Burimnál feltárt neolitikus település leletanyagának barbotin- és impressokerámiái a starčevói kultúra legkorábbi rétegeivel rokoníthatóak és a neolitikus civilizációk közötti regionális kapcsolatok feléledésére utalnak. Az Albánia területén végzett korai neolitikus ásatásokról előkerült leletanyag döntő többsége, a csontból, kovából és kőből készült munkaeszközök sokasága és változatossága, a festett és díszített agyagedények, főként a vörös kerámia általános elterjedése azonban Vlushával szemben már egy fejlettebb és differenciáltabb tárgyi kultúrájú neolitikus népesség felemelkedéséről tanúskodik. Az e korban megjelenő temetkezési szokások, a halottaknak a lakóház padlójába való elhantolása, az ősanyát ábrázoló égetett agyagszobrocskák szervezettebb keretek között zajló spirituális életről, a communitas meglétéről vallanak.
A korai újkőkor típusos műveltségei közé tartoznak a maliqi síkvidék mezőgazdasági települései, Vashtëmia, Dunavec és Podgorie; a Mat-völgyi Blazi-barlang, a Berat környéki Katundasi-barlang és a konispoli lelőhely; valamint a Kolshnál feltárt, veremházakból álló neolitikus falu. E három lelőhelyegyüttes anyagi kultúrája, legfőképp kerámialeletei egyszersmind három eltérő régészeti kultúrát írnak le. Az ember már a mezolitikum végén, az i. e. 7. évezred második felében letelepedett a később jelentős kulturális és gazdasági szerepet betöltő Maliqi-tó vidékén. Az i. e. 6400-as évektől kontinuus Vashtëmiából és az i. e. 5800-as évektől lakott Podgoriéből előkerült agyagedényleletek, monokróm vagy fehér ráfestéssel díszített vörös kerámiák, az ún. devolli típusú impressodíszítés, később pedig a barbotintechnika elterjedése a thesszalo-makedón terület egyes régészeti műveltségeivel, a szészklói, az anzabegovói és a vršniki kultúrákkal való kapcsolatokról tanúskodnak. Ettől némiképp eltért a dunaveciek agyagművessége, amelyet barbotintechnikával díszített fekete edények, négylábú rhütonok, és ugyancsak thesszáliai párhuzamokból ismert antropomorfikus terrakottafigurák jellemeznek. A műveltségi párhuzamok alapján bizonyosra vehető, hogy a Maliqi-tó környéki neolitikus települések alapítása az égei–anatóliai vidékről bevándorolt állattartó-növénytermesztő népességhez fűződik. A számos kőbaltát és -fejszét, csontárt és -tűt felsorakoztató podgoriei egyébként a legkorábbi ismert albániai lelőhely, ahol a korabeli népesség halottait a házak padlójába temette. Az ásatások során Vashtëmia i. e. 5800–5300 közötti építőtechnikájáról is hozzávetőleges képet kaptak a kutatók: a földbe mélyedő cölöplyukak, a nád- és falenyomatos sárrétegek, a tapasztott sárban található nagy mennyiségű árpatörek-maradványok cölöpházak építéséről vallanak, ahogy cölöpházakban élt az i. e. 6100 körültől lakott Dunavec népessége is. A vashtëmiaiak eszközanyagát kvarcból és radiolaritból készült pengék, az öltözeteik készítéséhez használt, csontból gyártott árak, tűk, kezdetleges vetélők képviselik. A Blazi-barlangban és Xarránál napvilágra került impressodíszítéses edények az Adria-medence keleti partján virágzó smilčići kultúra hatását igazolják. A Kukës környéki Kolsh településén feltárt barbotindíszítéses kerámiák és a barna vonalas vörös agyagedények a rudniki és a starčevói műveltségek hatását feltételezik.

### Középső újkőkor (i. e. 4500–3500)

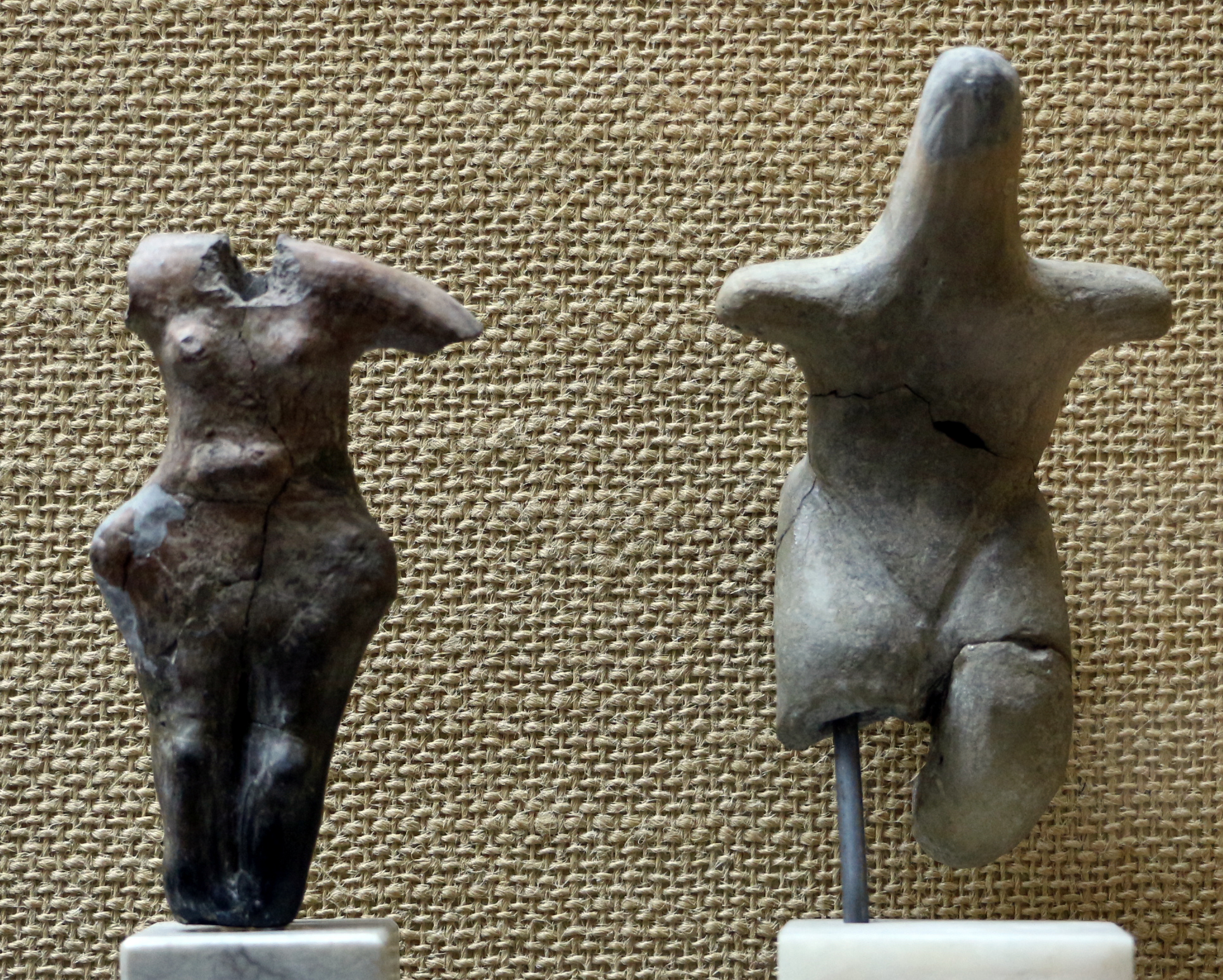
Maliqi ősanyaszobrocskák az i. e. 4. évezredből

A neolitikum középső szakasza a Nyugat-Balkán területén élő népesség virágzásának tanúja volt. A mai Albánia területén a korszak legjellemzőbb folyamata, hogy bár tetten érhetőek a területileg elszórt népességelemek műveltségbeli különbségei, de az egyre erőteljesebbé váló árucsere-kapcsolatok révén megindult egy etnokulturális szempontból egységes népesség kialakulása. A maliq–dunaveci, cakrani, kolshi, xarrai stb. középső újkőkori lelőhelyek kerámiatöredékeinek formai és díszítésbeli hasonlósága, a négylábú rituális agyagtárgyak és az ősanyatiszteletről valló agyagszobrocskák elterjedtsége, a halottak magzati pózban való eltemetése már egy jól körülhatárolható nyugat-balkáni műveltség térhódítását feltételezi a mai Albánia területén. Bár az i. e. 5–4. évezred nyelvi és antropológiai vonatkozásai egyáltalán nem vagy kevéssé ismertek, a tárgyi anyag és a szellemi műveltség, a technológia és az életmód eme közös vonásai alapján az albán régészettudomány a középső neolitikumot az illír etnogenezis egyik meghatározó korszakának tekinti.
Az i. e. 4500 és 3500 közötti középső újkőkori millennium legjelentősebb központja a Korça környéki Dunavec folyócska és az egykori, halban gazdag Maliqi-tó erdő borította, termékeny síksága volt (Dunavec II). Az állattartás és a gabonatermesztés mellett a népesség fő megélhetési forrása a zsákmányoló gazdálkodás volt, a leletek között gímszarvas-, róka-, vaddisznó- és oroszlánmaradványokat egyaránt találtak. Lakhelyeik a korábbi, kezdetleges cölöpházakkal szemben a tó visszahúzódása miatt átmenetileg a talajszintre épített házak voltak. A korabeli népesség kidolgozott kőeszközei a famegmunkálás és az ácsmunka fejlett szintjére utalnak. A maliqi kultúra fazekasságának tanúi az ásatásokról előkerült, a korai neolitikumból már ismert, starčevói típusú barbotintechnikával díszített, de ezúttal simított felületű, fekete és szürke edények. A felületképzés és a színezés megújítása mellett további, a korabeli pelagoniai és thesszáliai műveltségekkel rokonítható új formák és díszítőeljárások is megsokasodtak, így például a csípett vagy karcolt motívumok, a fekete alapra felvitt szürke vonalfestés, vagy éppen kezdetleges antropomorfikus ábrázolások. A maliqi népesség kultuszának emlékei az alvó helyzetben házaik padlójába temetett halottak, az antropomorf, többnyire a földanyát ülő helyzetben ábrázoló agyagszobrocskák és az újkőkorból már ismert, rituális célokra használt, rhüton jellegű, állatalakú négylábú agyagedények vagy -asztalkák.
E műveltségjavak innen terjedtek tovább a Vjosa völgyében található, Fier melletti Cakran korabeli népességéhez, a két helyszín kerámiaanyagának hasonlósága mindenesetre szembetűnő. A cakrani lelőhely veremházakból álló településének eszközanyagában – kova-, kő-, csont- és tülökeszközök, őrlőkövek, égetőkemencék mellett – számottevő a maliqi kultúrából ismert szürke vonalfestéses, simított fekete kerámia jelenléte. Az ugyaninnen előkerült festett agyagtöredékeket figyelembe véve a thesszáliai népességgel való közvetlen kereskedelmi kapcsolat is feltételezhető. A maliqi centrummal közös műveltség további bizonyítékai, hogy halottaikat szintén veremházaik padlójába temették, valamint nagy számban kerültek elő Cakranban is a Maliqból már ismert ülő földanyaszobrok és rituális agyagtárgyak. Utóbbi edényfajták egyébként nem egyedülállóak a középső neolitikum albániai lelőhelyein, további példányaik ismertek Kolsh, a Blazi- és a Katundasi-barlang ásatásaiból, és az Adria-menti műveltségi centrumok hatására utalnak. Ugyancsak e műveltségi kör hatásáról tanúskodik még délebbre, a Konispolnál feltárt és az őskőkor óta lakott Kerçmói-barlang középső neolitikumi, az i. e. 4. évezredre keltezett rétege. Az itt folytatott ásatások leletanyagában nagyszámban fordulnak elő impressodíszítéses vagy szürke vonalas fekete kerámiák, állatalakú kultikus edények.
A közelítően egységesnek mondható anyagi és szellemi műveltségű területet a korszak végére itt-ott némiképp eltérő tárgyi kultúra foltozta, pontosabban az előkerült leletek újonnan érkező műveltségi hatásokról árulkodnak. A Mat-vidéki Bazi-barlang középső neolitikumi rétegeiből a szürke lineáris és spirális vonalas fekete kerámia mellett megjelent a dalmát partvidékről ismert barna kerámia. A maliqi lelőhelynek a középső neolitikum végét jelölő Dunavec II rétegéből ismertek az első kétszínű, vörös-fekete agyagedények, a kávébarna és a szürke vonalfestés, valamint a fejlettebb díszítőmotívumok (pl. szilvamag).

### Késő újkőkor (i. e. 3500–2600)
A késő neolitikum évszázadai a Nyugat-Balkánon lezajló további társadalmi, gazdasági és műveltségi virágzás tanúi voltak, amelynek legjelentősebb centrumaként továbbra is Maliq maradt. Az állattenyésztés, de főként a növénytermesztés jelentős fejlődésen ment át, színesedett a földművelő és feldolgozóeszközök palettája, mindez maga után vonta az állandó települések és lakóházak általánossá válását. A távolabbi balkáni területekkel fenntartott kereskedelmi kapcsolatok szintén intenzívebbek lettek, aminek hatása a tárgyi műveltség dinamikus változásában is tetten érhető.
A Maliqi-tó vidékén élő népesség döntően talajra épült, sárral és agyaggal tapasztott falú házait i. e. 2900 körül váltották fel végérvényesen a kétosztatú, szabad tűzhellyel rendelkező, faszerkezetű, de továbbra is sárral tapasztott nádfalazatú cölöpházak, amelyek a bronzkor utolsó szakaszáig, az i. e. 2. évezred végéig folyamatosan lakottak voltak. Késő újkőkori településeik (Maliq Ia, Ib, II, IIa, IIb) szerkezete előrehaladott társadalmi szervezetről vall. A munkaeszközök formai és funkcionális tipológiájukat tekintve tovább differenciálódtak, megjelent a kőkalapács, az agancskapa és az őrlőkő. A szövés ismeretére utaló fonókerék (a rokka elődjének) felbukkanása pedig arra utal, hogy a gabonatermesztés vált a fő gazdasági tevékenységgé, amelyet a zsákmányoló gazdálkodás csak kiegészített. A neolitikum korábbi, középső szakaszához képest jelentős változások figyelhetőek meg az agyagművesség területén is. A korábbi monokróm, esetleg vonalfestéses edényekkel szemben többségbe kerültek a vörös-fekete (pontosabban hasukon vörös, felső peremükön fekete) kerámiák, a lineáris, spirális és egyéb geometrikus vonaldíszítések színezése pedig széles körben mozgott (fehér, vörös, barna stb.). A thesszáliai dimínii kultúra hatásáról árulkodik az agyagedényekbe metszett vagy egyszerre több színnel festett szalagmintázat megjelenése. A korábbi időszakokéhoz képest e korszak agyagedényei jóval nagyobb formai és díszítésbeli változatosságot mutatnak, és a mai Koszovó területén virágzó runiki és tjerrtorjai településekkel való kapcsolatokra utalnak. Az ugyancsak ebben az időszakban megjelent terrakotta nőfigurák készítésének technológiája feltehetően a Balkán-félsziget középső vidékeiről, a vinča–tordosi kultúra területéről jutottak el ide. A maliqi fazekasság alakulásában megmutatkozó nagyszámú külső hatás csupán elemeiben módosította a középső neolitikum agyagművességét, s az továbbra is megtartotta sajátos jellegét. A Maliq-kultúra kisugárzó hatása a késő újkőkorban is tetten érhető, a maliqi leletanyaggal rokonítható, festett és mintázott agyagtárgyak ismertek Xarra, Kamnik, a Blazi-, Neziri- és Katundasi-barlangok területéről. Az i. e. 2800 és 2700 közé datált kamniki lelőhely agyagégető kemencéiben a maliqihoz hasonló, két vagy három színnel dekorált edények mellett narancsszínű, spirális vonalakkal díszített, sajátosan kamniki kerámiát és nőalakot formázó agyagtárgyak is kikerültek.
A gazdasági és társadalmi fejlődés nyomában járt a lakónépesség megnövekedése, amelynek következtében az ember korábban nem lakott, a műveltségbeli hatásoktól jobban elzárt területeken is megtelepedett. E lelőhelyek a Maliqból kisugárzó műveltségi területen belül egyfajta zárványként funkcionáltak sajátos kulturális elemekkel. A Korçához tartozó, már a kora újkőkor óta lakott Barç területén tárták fel egy késő újkőkorszaki kultúra temetkezési helyét, amelynek sírmellékleteiben világos és okker színezetű kerámiákat találtak. A közeli Burimasban, a Thatë-hegység oldalában kiásott korabeli településen a korábbi korszakok vörös vonalas fekete kerámiája mellett szintén világos színezetű monokróm, esetleg barna vonalfestéses agyagedény-töredékek is előkerültek. A korszak másik jelentős régészeti helyszíne a Vlorától délkeletre fekvő Velça egyik barlangja, ahol nagyszámban tártak fel csonttűt, kerek, tányérszerű edényeket és kanalakat, a kőeszközöket pedig kalapácsok, nyílhegyek és kések képviselik. A velçai helyszín agyagedény-töredékei szintén sajátosak, mázatlan és mázas edényeiket egyaránt geometrikus barna, vörös vagy fehér vonalakkal díszítették.

## Kőrézkor (i. e. 2600–2100)
A kőrézkorral jelentős változások köszöntöttek a maliqi kultúra népességére. Az állattenyésztés és a földművelés rohamosan fejlődött, a Maliq és Sovjan környéki növénytermesztés intenzívebbé válását jelzik az i. e. 2500 körülről adatolható első irtásföldek az addig erdővel borított területeken. Cölöpházakból álló településeiket rönkfából rótt fallal vették körbe. Továbbra is használatban maradtak a korábbi, változatos kő-, csont- és szarueszközök, a kőrézkorra datált rétegekből előkerült hálósúlyok és horgok nagy száma pedig a halászat fejlődését tanúsítja. Emellett megjelentek az első rézből készült szerszámok, döntően rézfejszék. A Maliq környékéről előkerült öntőformák és -edények, rézforgácsok a rézérc helybeni feldolgozását, a rézolvasztás és -finomítás technológiai fejlődését igazolják. Az agyagművesség területén nagyrészt a korábbi, újkőkori technikák, színező- és díszítőeljárások továbbélése figyelhető meg, a leletanyagban továbbra is domináns a fehér, barna, vörös vagy szürke vonalfestéses kerámia. Ezek mellett azonban elterjedtek a szürke és fekete mázas edények is, a vonaldíszítés mellett általános lett a karcolt indamotívumok és a pontozott háromszögminták alkalmazása. Az edények külső és/vagy belső peremét egyre gyakrabban emelték ki vörösre vagy fehérre festett sávval. Formai téren szintén megmaradtak az újkőkori hagyományt folytató ivóedények, tálak, rövid nyakú és szűk szájnyílású típusok, de új edényváltozatok is megjelentek: elliptikus nyílású ivóalkalmatosságok, széles nyakú vagy éppen nyak nélküli, gömbölyded és kúp alakú agyagedények, sütőedények. E változások némelyikére nagy hatást gyakorolt a Dardaniában (Hisar, Glladnica, Bubanj) és Pelagoniában (Szérvia, Armenokhóri) virágzó közösségek kultúrája, de egyes kulturális elemek a tágabb balkáni térség (Dikili Tash, Sălcuţa, Krivodol) sőt, Trója eneolitikus régészeti műveltségeivel is rokoníthatóak. A késő rézkori leletek, a Balkánon, az égei partvidéken és Anatóliában tapasztalható hasonló formavilágú, technológiájú és ornamentikájú agyagedények alapján meglehetősen kiterjedt kereskedelmi kapcsolatok feltételezhetőek a korszak végére.
Ahogy a korábbi korszakokban, a maliqi kultúra kisugárzó szerepe továbbra sem szűnt meg a mai Albánia területén, műveltségelemeinek elterjedését igazolja több kőrézkori régészeti lelőhely tárgyi anyaga: Kamnik, Shupenza–Gradec, Kukës–Dajç, Nezir és több Drin-völgyi helyszín. A Kamnik mellett feltárt korabeli települést szintén ebben az időszakban erődítették, de a maliqi „rönkvárral” ellentétben kövekből épült töltéssel. A Thatë-hegység oldalában, Burimasnál feltárt kőrézkori lelőhely kerámiaanyagában a szürke vonalas fekete edény dominál, ezzel rokonítható, bár némiképp kezdetlegesebb a Fekete-Drin-völgyi Gradec korabeli agyagművessége. A Kis-Preszpa-tó vidékén, Tren határában feltárt, az újkőkortól lakott barlang kőrézkori rétegeiben a maliqi lelőhelyéhez hasonló agyagedények kerültek elő, de fejlettebb díszítőtechnikával, amit leginkább a lineáris vagy spirális vonalak festése vagy pontozása jellemzett. Sajátos, a bronzkor anyagi kultúrájába átvezető műveltségi átmenetként értékeli a régészettudomány a Lengarica-völgyben, Benjë-Novoselánál feltárt késő kőrézkori barlanglakást. Leletanyagában a szürke és fekete simított kerámia mellett megjelentek a szürke vonalas félkör alakú ivóedények, a két fogantyúval ellátott, magas vállú amforák. Az anyagszerkezeti vizsgálatok rámutattak, hogy az itteni agyagművesek korukat megelőzve csak a bronzkor elején elterjedt technológiát használtak.

### Átmenet a bronzkorba: a nagy indoeurópai vándorlás

Az indoeurópai vándorlás sematikus térképi ábrázolása

Az őskor és az ókor közötti időszak nagy kérdése, hogy a mai Albánia területén élő korabeli népesség műveltségi és technológiai viszonyait érő számottevő változás miként hozható összefüggésbe a paleo-indoeurópai népek bevándorlásával. Másként feltéve a kérdést, milyen etnokulturális folyamatok járultak hozzá a görögök által később pelaszgoknak nevezett népelemek, és végső soron az illírek bronzkori megjelenéséhez. Annyi bizonyosnak tűnik, hogy a helyben élő őslakos népesség műveltségi és etnikai viszonyainak alakulásában a kelet-európai sztyeppékről érkező nomád paleo-indoeurópai népességelemek nagy szerepet játszottak. E népek első hulláma a trákok őseivel már a neolitikum végén megjelent a Balkán térségében, és egyes elméletek szerint az i. e. 3. évezred végéig további indoeurópai csoportok vándoroltak Délkelet-Európába. Egy másik elmélet szerint az i. e. 3. évezred végének egyetlen, hatalmas beköltözési hulláma rajzolta át a Balkán etnokulturális képét, és az érkezők az addig itt élő mediterrán vagy baszkoid népeket asszimilálták vagy fokozatosan nyugat felé szorították. Muzafer Korkuti az ismert albániai régészeti adatok alapján úgy vélte, hogy a műveltségi javak kölcsönös asszimilációs folyamatok hosszú során keresztül cserélődtek az egyes népességek között, amit a kőrézkor robbanásszerű társadalmi és gazdasági fejlődése gyorsított fel. A maliqi, treni, benjë-novoselai stb. ásatások is visszaigazolták, hogy a bronzkori tárgyi kultúra nem egy korábban elpusztult műveltség romjaira települt, hanem a kőrézkor óta folyamatosan, megszakítás nélkül ott élő, a bevándorlók által magukkal hozott műveltségjavakat átvevő népességhez kötődik. Mindezek alapján úgy fest, hogy a keletről beáramló népesség a Balkán-félsziget nyugati területeinek műveltségi viszonyait nem rajzolta át, a korábban is itt lakó neolitikus-eneolitikus népesség csupán átvett néhány kulturális elemet, és asszimilálta a bevándorlókat. Az albán régészettudomány szerint e folyamat eredményeként alakult ki a bronzkor elejére a későbbi illír etnikum magja, a protoillír vagy preillír népesség.
Nyelvészeti megközelítésben több elmélet közismert a korabeli etnokulturális folyamatok értelmezésére. Az egyik Vladimir Georgiev bolgár nyelvészhez fűződik. Georgiev bár elfogadta a sztyeppei népek nagy arányú bevándorlásának az i. e. 3. évezred végére való keltezését, mégis azt valószínűsítette, hogy kisebb csoportjaik már az újkőkor végétől megjelentek a régióban, és magukkal hozták indoeurópai nyelvüket is. Úgy vélte ugyanis, hogy amennyiben a nyugat-balkáni népesség nyelvének indoeuropaizálódása csupán a kőrézkor végén, a bronzkor elején, az i. e. 3. évezred végén történt meg, az meglehetősen fejlett nyelvi állapot behozatalát feltételezi. Másként ugyanis nem magyarázhatóak a mindössze egy évezreddel későbbi balkáni indoeurópai nyelvek, az ógörög, az illír, a trák stb. közötti jelentős különbségek. Egy másik elmélet szerint az illírek indoeurópai ősei csak a bronzkor középső szakaszában, az i. e. 2. évezred közepén, a dór vándorlás időszakában érkeztek a Balkán-félszigetre.